# Carcastillo
Carcastillo è un comune spagnolo di 2 631 abitanti situato nella comunità autonoma della Navarra.